# Lioglyphostoma antillarum
Lioglyphostoma antillarum é uma espécie de gastrópode do gênero Lioglyphostoma, pertencente a família Pseudomelatomidae.